# Michael Hammer
Michael Hammer é um dos proponentes da reengenharia.
Michael Hammer é o criador da reengenharia. Foi professor do Instituto Tecnológico de Massachusetts (MIT - Massachusetts Institute of Technology). Em 1990 escreveu um artigo sobre reengenharia para a revista Harvard Business Review. Por volta de 1993 publicou junto com James Champy o livro best-seller internacional Reengineering the Corporation.
Foi prepulsor do termo Downsizing, que justificou na década de 80 demissões no mundo inteiro com a leitura dos artigos sobre reengenharia de projetos.
Também lançou, em 2001, o livro "A Agenda - o que as empresas devem fazer para dominar esta década", que trata principalmente da necessidade de modificações estruturais nas empresas para enfrentar a nova realidade da "Economia do Cliente". 